# Nátánael
A Nátánael  héber eredetű bibliai név, a jelentése isten ajándéka.

## Rokon nevek
- Nataniel:[1] a Nátánael angol alakváltozata.[2]

## Gyakorisága
Az 1990-es években a Nátánael és a Nataniel szórványos név, a 2000-es években nem szerepelnek a 100 leggyakoribb férfinév között.

## Névnapok
Nátánael, Nataniel
- november 9.

## Híres Nátánaelek, Natanielek
- Nathaniel Hawthorne, amerikai író
- Nathaniel Lee angol író, drámaíró
- Nathaniel Lyon amerikai katonatiszt
- Nathaniel Shilkret amerikai zeneszerző, karmester
- Nathaniel Clyne angol labdarúgó
- Nathaniel Peffer amerikai sinológus